# دو ۴۰۰ متر

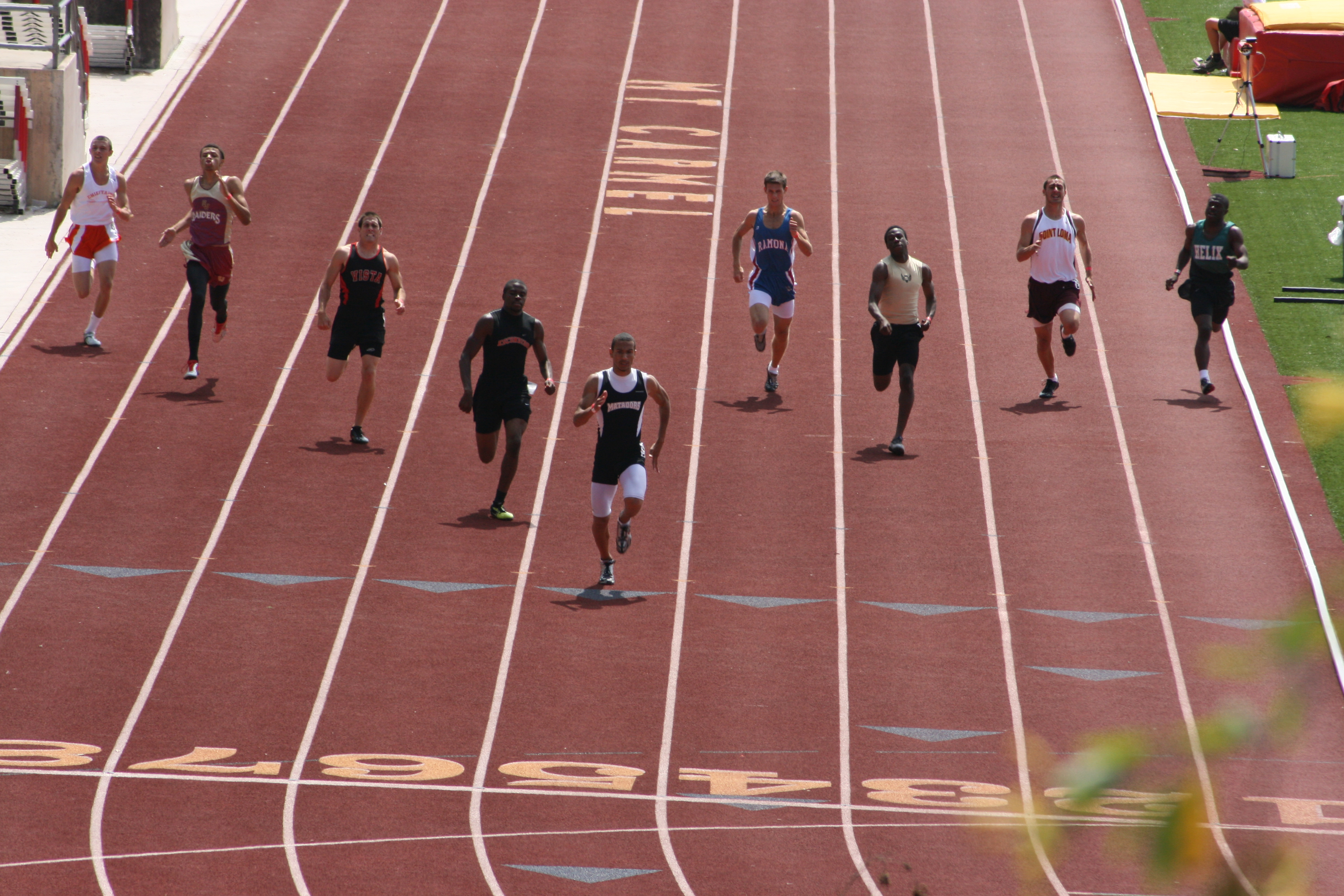
یک مسابقهٔ دو ۴۰۰ متر مردان

دو ۴۰۰ متر یکی از رشته‌های ورزشی دو و میدانی است که دوندگان در آن باید مسافت ۴۰۰ متر را در کوتاه‌ترین زمان ممکن بدوند. این رشته از سال ۱۸۹۶ در برنامهٔ بازی‌های المپیک تابستانی قرار دارد (سال ۱۹۶۴ برای زنان). در گذشته، بسیاری از کشورها دوندگان مسافت ۴۴۰ یارد (حدود ۴۰۲ متر) را می‌دویدند که به آن «یک‌چهارم مایل» هم می‌گفتند. این رشته بعدها به ۴۰۰ متر تبدیل شد.
رکورد فعلی دو ۴۰۰ متر مردان با ۴۳.۰۳ در اختیار ویده فن نیکرک دونده آفریقای جنوبی و رکورد ۴۰۰ متر زنان با ۴۷٫۶۰ در اختیار ماریتا کخ از آلمان شرقی است.

## سریع‌ترین دوندگان دو ۴۰۰ متر

### مردان
- به‌روزرسانی آوریل ۲۰۱۰

| رتبه | زمان  | ورزشکار      | کشور                | تاریخ           | مکان          |
| ---- | ----- | ------------ | ------------------- | --------------- | ------------- |
| ۱.   | ۴۳٫۱۸ | مایکل جانسون | ایالات متحده آمریکا | ۲۶ اوت ۱۹۹۹     | سبیا          |
| ۲.   | ۴۳٫۲۹ | بوچ رینولدز  | ایالات متحده آمریکا | ۱۷ اوت ۱۹۸۸     | زوریخ         |
| ۳.   | ۴۳٫۴۵ | جرمی وارینر  | ایالات متحده آمریکا | ۳۱ اوت ۲۰۰۷     | اوساکا        |
| ۴.   | ۴۳٫۵۰ | کوینسی واتس  | ایالات متحده آمریکا | ۵ اوت ۱۹۹۲      | بارسلونا      |
| ۵.   | ۴۳٫۷۵ | لشان مریت    | ایالات متحده آمریکا | ۲۱ اوت ۲۰۰۸     | پکن           |
| ۶.   | ۴۳٫۸۱ | دنی اورت     | ایالات متحده آمریکا | ۲۶ ژوئن ۱۹۹۲    | نیواورلئان    |
| ۷.   | ۴۳٫۸۱ | لی اوانز     | ایالات متحده آمریکا | ۱۸ اکتبر ۱۹۶۸   | مکزیکو سیتی   |
| ۸.   | ۴۳٫۸۷ | استیو لوئیس  | ایالات متحده آمریکا | ۲۸ سپتامبر ۱۹۸۸ | سئول          |
| ۹.   | ۴۳٫۹۷ | لری جیمز     | ایالات متحده آمریکا | ۱۸ اکتبر ۱۹۶۸   | مکزیکو سیتی   |
| ۱۰.  | ۴۴٫۰۵ | آنجلو تایلور | ایالات متحده آمریکا | ۲۳ ژوئن ۲۰۰۷    | ایندیاناپولیس |